# Olunte
Olunte (em grego clássico: Ὄλους ou Ὄλουλις) foi uma pólis situada na atual cidade de Elunda, Creta. Arqueólogos descobriram em escavações no sítio certo número de textos antigos que ligam as antigas cidades de Cnossos e as da ilha de Rodes. A cidade encontra-se atualmente submersa, tendo tal fato ocorrido possivelmente por um deslizamento de terra ou então em decorrência do terremoto que assolou o Egeu no ano 780 d.C..
Durante sua história manteve constantes disputas territoriais com a vizinha cidade de Lato, no entanto, em dado momento ambas as pólis chegaram a um acordo de paz definitivo. Houve um templo dedicado a Britomártis na cidade, tendo em seu interior uma estátua de madeira erguida, segundo a mitologia, por Dédalo, o ancestral mítico dos Dedálidas, e pai da arte cretense. A economia de Olunte aparentemente foi baseada no comércio marítimo, na trituração de conchas para produção de tintas e na mineração de pedras das redondezas; houve cunhagem de moedas e nestas havia a efígie de Dédalo, assim como de Zeus e Britomartis, estrelas e golfinhos eram usados como efígie.